# Centro Ciência Viva da Floresta
O Centro Ciência Viva da Floresta localiza-se na localidade de Moitas, em Proença-a-Nova, Portugal.
Situado na Zona do Pinhal Interior Sul, foi inaugurado em Julho de 2007. por Mariano Gago.
Constitui-se num espaço interativo, integrante da rede de Centros Ciência Viva, com foco no tema florestas.

## O edifício
O edifício onde se encontra implantado inspira-se no corte transversal de um tronco de pinheiro, o que determina a disposição circular dos espaços. No exterior encontra-se um fragmento de floresta e uma casa de madeira para o público infantil.
O chamado "Bar da Floresta" está debruçado sobre um lago, levando os visitantes a refletir sobre as interações entre ecossistema aquático e equilíbrio ecológico.

## A exposição
A exposição é centrada no conceito de floresta como centro de conhecimento. Desse modo, as atividades propostas enfatizam a necessidade de atualização contínua do conhecimento para uma gestão eficaz do meio-ambiente. Os módulos apresentados são:
- Floresta, Fonte de Bem.Estar
- Floresta, Fonte de Vida
- Floresta, Fonte de Riqueza

O centro disponibiliza atividades para crianças, workshops e promove conversas informais com pesquisadores. Conta ainda com um auditório, uma mediateca e um laboratório.